# Golfo di San Fiorenzo
Il golfo di San Fiorenzo (in corso golfu di San Fiurenzu) è un golfo del Mediterraneo situato lungo la costa nord-occidentale della Corsica.

## Descrizione

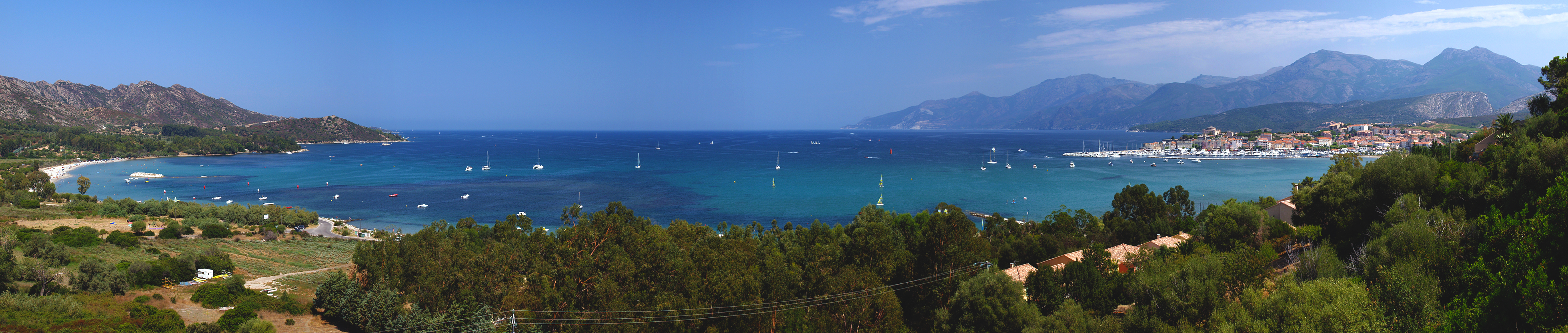
Vista del golfo

In fondo al golfo si trovano la cittadina di San Fiorenzo che ha dato il nome al golfo stesso e la foce del fiume Aliso.